# 安井俊夫 (建築士)
安井俊夫（やすい としお、1960年2月23日 - ）は、一級建築士、作家。香川県生まれ、静岡県育ち。

## 経歴
- 1980年 中央工学校建築設計科卒業、鋼建設計入社。
- 1993年 神奈川県小田原市に天工舎一級建築士事務所を設立。
- 2006年 本格ミステリ、新本格ミステリに登場する奇妙な設計の建物の図面を再現する『犯行現場の作り方』を出版。第60回日本推理作家協会賞評論部門の最終選考にノミネート。
- 2007年 推理作家有栖川有栖の長編ミステリ『女王国の城』に登場する建物の設計図を担当。
- 2008年 有栖川有栖との対談本『密室入門!』を出版。第9回本格ミステリ大賞評論・研究部門の最終選考にノミネート[1]。

## 出演
- 熱中時間 忙中"趣味"あり（2005年4月24日、NHK-BS）

## 出版物
- 『犯行現場の作り方』（メディアファクトリー）
2006年12月1日発売
- ナレッジエンタ読本14『密室入門!』（メディアファクトリー）
2008年11月25日発売